# LEd
LEd (раније LaTeX Editor) је TeX и LaTeX софтвер за уређивање који ради под Microsoft Windows. Он је бесплатан производ.

## Системски захтеви
LEd ради на Windows® 95/98/Me/NT4/2000/XP/2003 оперативним системима. Могућности LEd-а се разликују у зависности од оперативног система који се користи, на пример Visual Styles из Windows® XP. LEd, међутим, ради са готово потпуном функционалношћу и на Windows® 95.
Препоручена конфигурација система је:
1. 333 MHz процесор,
2. 64 MB RAM,
3. 4 MB простора на диску за стандардно издање + простор за пројекте (просторно окружење зависи од исправности правописа),
4. Windows® 2000/XP/2003 оперативни систем.

## Компактибилне TeX дистрибуције
LEd се може користити са било којом TeX дистрибуцијом, али његова потпуна функционалност је доступна са дистрибуцијом на бази TeX Live или MiKTeX. LEd је тестиран да ради исправно са:
1. TeXLive 6,
2. TeXLive 7,
3. TeXLive 2003,
4. TeXLive 2004,
5. TeXLive 2005,
6. MiKTeX 2.4,
7. MiKTeX 2.5.